# Southwest Mountrail (Dakota del Norte)
Southwest Mountrail es un territorio no organizado ubicado en el condado de Mountrail en el estado estadounidense de Dakota del Norte. En el Censo de 2010 tenía una población de 66 habitantes y una densidad poblacional de 0,44 personas por km².

## Geografía
Southwest Mountrail se encuentra ubicado en las coordenadas 47°48′42″N 102°29′10″O / 47.81167, -102.48611. Según la Oficina del Censo de los Estados Unidos, Southwest Mountrail tiene una superficie total de 150.9 km², de la cual 116.52 km² corresponden a tierra firme y (22.78%) 34.37 km² es agua.

## Demografía
Según el censo de 2010, había 66 personas residiendo en Southwest Mountrail. La densidad de población era de 0,44 hab./km². De los 66 habitantes, Southwest Mountrail estaba compuesto por el 7.58% blancos, el 0% eran afroamericanos, el 92.42% eran amerindios, el 0% eran asiáticos, el 0% eran isleños del Pacífico, el 0% eran de otras razas y el 0% pertenecían a dos o más razas. Del total de la población el 6.06% eran hispanos o latinos de cualquier raza.